# Rendezte: a Halál
A Rendezte: a Halál (Dark Reel) egy 2008-ban bemutatott amerikai thriller-vígjáték. A film főszereplője Edward Furlong, Lance Henriksen és Tiffany Shepis. A film a Chicagói Horrorfilmfesztiválon Tiffany Shepis  2008-ban átvehette a zsűri díját a legjobb színésznő kategóriában.

## Történet
Adamnek  valóra válik régi álma. Egy horrorfilmben szerepelhet. A stúdió számára maga a mennyország. Azt viszont nem sejtette, hogy a menny milyen gyorsan tud pokollá változni. Egy brutális gyilkossággal kezdetét veszi a teljes káosz, ráadásul az események kísértetiesen kapcsolódnak egy ötven évvel ezelőtti filmforgatás eseményeihez. A stúdió főnöke, Connor Prichett nem izgatja magát annyira a dolog miatt, mivel a gyilkosság hatalmas hírverést csap a filmnek. Ám a mészárlás folytatódik. És egyre véresebb.

## Kiadások
Amerikában blu-ray és dvd kiadás is napvilágot látott.
A lemezen található extrák mindkét változat esetében:
- galéria
- kimaradt jelenetek választható rendezői kommentárral
- a film spin-offja

Az amerikai verzió 90 perces.
Magyarországon csak dvd-n jelent meg, az RNR Média Kft. kiadásában.
Extrák nem találhatók a lemezen, viszont 105 perc hosszúságú.

## Spin-off
A filmnek egy spin-off folytatása készült szintén Aaron Pope alkotásában. A 'The Making of Gnome Killer 2' címet kapta a 17 perces vígjáték-szerű folytatás.
Főszereplő: Rena Riffel, és Tiffany Shepis